# イーストン聖書辞典
『イーストン聖書辞典』（イーストンせいしょじてん、Easton's Bible Dictionary）は、スコットランド人の文学修士、神学博士マシュー・ジョージ・イーストン（w:Matthew George Easton, 1823年-1894年）が著した『図解聖書辞典 第3版 (Illustrated Bible Dictionary, Third Edition) 』（1897年、トーマス・ネルソン社発行）を一般には指す。英訳版の聖書で使用される語句、約4,000項目を見出し語として収録している。"Dictionary"（「辞典」「辞書」）という書名にもかかわらず、本質的には聖書用語に関する百科事典であって、辞書のような語義のみのものも多数含まれるが、多くの見出し語に詳細な解説がなされている。
著者の没年（1894年）と出版年（1897年）から、本書は著作権の保護期間を終えたパブリックドメインの情報源として自由に使用可能となっている。本書は、19世紀のキリスト教徒の視点から書かれたものであり、中には時代遅れとなってしまった記述もある。しかし、今なお役立つ解説も多い。